# Miconia subglabra
Miconia subglabra är en tvåhjärtbladig växtart som beskrevs av Célestin Alfred Cogniaux. Miconia subglabra ingår i släktet Miconia och familjen Melastomataceae. Inga underarter finns listade i Catalogue of Life.